# سوسن بني داكن
السوسن البني الداكن (باللاتينية: Iris atrofusca) أو السوسن الأردني (باللاتينية: Iris jordana) هو أحد أنواع السوسن من الفصيلة السوسنية.

## الموئل والانتشار
ينتشر في بلاد الشام.

## الوصف النباتي
النبات معمر ينتشر بالجذامير.